# Jan Boste
Jan Boste (ur. ok. 1544 w Dufton, zm. 24 lipca 1594 w Dryburn pod Durham) – święty katolicki, męczennik, ksiądz konwertyta.

Pochodził z katolickiej rodziny z Westmorland. Dzięki otrzymanemu stypendium ukończył studia w królewskim kolegium w Oxfordzie w 1569 roku, a w 1572 roku uzyskał tytuł mistrza nauk wyzwolonych. Po okresie w którym pełnił funkcję protestanckiego kaznodziei nawrócił się. Podjął studia teologiczne w Douai i Reims, a po przyjęciu święceń kapłańskich 4 marca 1581 roku powrócił do Anglii. Podjął działalność duszpasterską w okolicach Durham. Uwięziono go w Londyńskim Tower w lipcu 1593 roku. Mimo tortur nie obciążył nikogo z współwyznawców. Postawiono go przed sądem w Durham wraz z nawróconym protestanckim pastorem Jerzym Swallowelem dla którego stał się w tym okresie podporą duchową. Gdy skazanego na powieszenie i poćwiartowanie prowadzono na miejsce kaźni Jan Boste śpiewał Te Deum, a później zmówił modlitwę Zdrowaś Maryjo. Mimo iż po odcięciu z szubienicy jeszcze żył rozpoczęto dalszą część egzekucji. Do ćwiartującego go kata zwrócił się słowami: 

Niech ci Jezus przebaczy.

Jan Boste i Jan Speed razem z Janem Ingramem i Jerzym Swallowelem zamęczonymi 26 lipca 1594 określani byli mianem Męczenników z Durham.
Beatyfikowany przez papieża Piusa XI 15 grudnia 1929 roku, a kanonizowany w grupie Czterdziestu męczenników Anglii i Walii przez Pawła VI 25 października 1970 roku.
Wspomnienie liturgiczne Jana Boste obchodzone jest w dies natalis, w grupie czterech męczenników, 24 lipca.